# Michael Thomas (batteur)
Pour les articles homonymes, voir Michael Thomas.
Michael Thomas, dit Moose Thomas, fut le batteur du groupe de metalcore mélodique Bullet for My Valentine de 1998 à 2017. Il est né le 4 juin 1981 dans la région de Bridgend au Pays de Galles. Il est connu pour sa grande rapidité et son excellent jeu à la double pédale. Il mesure 1,83 m.

## Matériel
Voici les instruments utilisés par Moose pour son groupe :
Batterie
Pearl Reference Series (avec finition Diamond Burst)
- 2 x 22x18 grosse caisses
- 16” Tom basse
- 10” Tom
- 12” Tom
- 8" Tom
- 14x6.5 caisse claire (Pearl Masters Custome Snare Drum avec finition Silver Sparkle)

Pearl Masters Maple Kit (avec finition Diamond Burst)
- 10x9
- 12x10
- 16x16
- 2x 22x18 Bass drums
- 14x6.5 caisse claire (Pearl Masters Custome Snare Drum avec finition Silver Sparkle)

Hardware
- 5 x B1000 racks
- 1 x H2000 Hi-hat
- 1 x S2000 stand caisse claire
- 1 x T800W pieds toms
- 2 x P2000C Pedales Pearl Eliminator

Cymbales
- 8IN. A CUSTOM SPLASH
- 17IN. K CHINA
- 16IN. A CUSTOM PROJECTION CRASH
- 18IN. A CUSTOM PROJECTION CRASH
- 20IN. A CUSTOM PROJECTION RIDE
- 6IN.ZIL BELL-SMALL (turned upside down on ride bell)
- 14IN. A CUSTOM PROJECTION CRASH
- 16IN. A CHINA HIGH

(De Gauche à Droite)
- 18" K China
- 18" A Custom Medium Crash
- 19" A Custom Medium Crash
- 14" A Custom Hi-Hats
- 6.5" Zilbel Mounted Upside Down Over Ride Cymbal Bell
- 22" A Custom Projection Ride
- 18" A Custom Medium Crash
- 19" K Dry China